# Simulium papaveroi
Simulium papaveroi är en tvåvingeart som beskrevs av Coscaron 1982. Simulium papaveroi ingår i släktet Simulium och familjen knott. Inga underarter finns listade i Catalogue of Life.